# Desertomyia dissimmetrica
Desertomyia dissimmetrica är en tvåvingeart som beskrevs av Marikovskij 1975. Desertomyia dissimmetrica ingår i släktet Desertomyia och familjen gallmyggor.
Artens utbredningsområde är Kazakstan. Inga underarter finns listade i Catalogue of Life.